# Flo Hyman
Flora ("Flo") Jean Hyman (Inglewood, California; 31 de julio de 1954-Matsue, Prefectura de Shimane, Japón; 24 de enero de 1986) fue una jugadora de voleibol y medalla de plata en los Juegos Olímpicos de Los Ángeles 1984.
Aunque no le fue diagnosticado, padecía el síndrome de Marfan. Murió durante un partido de voleibol en Japón como resultado de una disección aórtica.